# Uttigen
Uttigen is een gemeente en plaats in het Zwitserse kanton Bern, en maakt deel uit van het district Thun.
Uttigen telt 1.845 inwoners.